# Commission scolaire des Îles
 (septembre 2020).
Pour les raisons suivantes :
- Les commissions scolaires québécoises étaient une forme de gouvernement local composé de commissaires élus et disposant de pouvoirs de taxation. Leur admissibilité dans Wikipédia est bien établie.
- Par contre, les centres de service scolaires sont plutôt des centres administratifs relevant du ministère de l'Éducation. Leur mode de gestion et leurs pouvoirs sont différents de ceux des commissions scolaires. Leur admissibilité selon les critères de Wikipédia n'a pas encore été démontrée.
- Vu leur nature différente, les éventuels articles sur les centres de services scolaires devraient être distincts de ceux des commissions scolaires, et non des renommages de ceux-ci.
- Les contributeurs sont invités à discuter de ce sujet sur Discussion Projet:Québec.

 (février 2014).
Si vous disposez d'ouvrages ou d'articles de référence ou si vous connaissez des sites web de qualité traitant du thème abordé ici, merci de compléter l'article en donnant les références utiles à sa vérifiabilité et en les liant à la section « Notes et références ».
La Commission scolaire des Îles est l'ancienne commission scolaire
Elle  est créée en 1972 et abolie le 15 juin 2020, et remplacée par un centre de services scolaire. 
Elle est chargée d'offrir des services publics francophones d'éducation sur le territoire de la Communauté maritime des Îles-de-la-Madeleine au Québec, Canada. 
Elle dessert près de 1 500 élèves.

## Établissements

### District 1
- École primaire Notre-Dame-du-Sacré-Cœur
- École primaire Aux Iris

### District 2
- École primaire Centrale

### District 3
- École primaire Stella-Maris

### District 4
- École secondaire Polyvalente des Îles
- Centre de formation professionnelle et de formation générale aux adultes

### District 5
- École primaire Saint-Pierre